# Борсуки (Вілейський район, Хотеньчицька сільська рада)
Борсуки (біл. вёска Барсукі) — село в складі Вілейського району Мінської області, Білорусь. Село підпорядковане Хотеньчицькій сільській раді, розташоване в північній частині області.

## Історія
У 1921—1945 роках село знаходилось у Польщі, у Вільнюській губернії, Вілейського повіту, гміні Хотеньчиці.

## Населення
- 1921 рік — 37 Люди, 6 будинки[4].
- 1931 рік — 43 Люди, 8 будинки[5].